# Fernand Morel
Fernand Morel, né le 20 juillet 1914 à Neuchâtel et mort le 29 avril 2012 à Cressier, est un peintre suisse et galeriste.

## Biographie
Passionné d’arts, et plus particulièrement de peinture, Fernand Morel dessine depuis son enfance. Il suit toute sa scolarité à Neuchâtel. Après des études au gymnase, il commence un apprentissage de photographe mais y met un terme deux années plus tard, en 1934, pour se consacrer à la peinture. En 1935, Fernand Morel se rend à Paris. Il y rencontre le peintre Conrad Meili. Bien que ce dernier le décourage de chercher à vivre de sa peinture, Fernand Morel ne peut renoncer à son ambition. Il expose une année plus tard à la Galerie Léopold Robert à Neuchâtel. En 1939, Fernand Morel quitte la Suisse pour l'Algérie. Outre des croquis, ce voyage lui inspire trois tableaux : "Sous la tente", "Cavaliers arabes" et "La partie d’échecs". Au cours des années 40, Fernand Morel organise, à Neuchâtel, le Salon d’Octobre, dans la maison de ses parents. Durant près de dix-sept ans, il offre ainsi aux jeunes artistes de la région un lieu précieux où exposer. Les artistes Walter Wehinger, Marcel North, Ferdinand Maire, Pierre Lavanchy ou encore André Rosselet y exposent leurs dernières œuvres. Durant l’hiver 1949, Fernand Morel va prendre du repos en montagne. Il découvre le village des Diablerets et y passe tout l’hiver. Cette région vaudoise le charme tellement qu’il loue, pendant un peu plus d’une dizaine d’années, un vieux chalet dans le hameau du Lavanchy. Très inspiré par les paysages, Fernand Morel y peint parmi ses plus beaux tableaux,. 
Plus tard, dans les années 1960, Fernand Morel séjourne cette fois cinq mois en Grèce. Il y achète même un moulin en ruine au sommet d’une colline de l’île de Skyros,. Malheureusement, la maladie le rattrape et le contraint à renoncer à son projet. Il ne retournera jamais sur l’île de Skyros. Atteint par la maladie, Fernand Morel est contraint de cesser de peindre. Il ne renonce pas pour autant à sa passion pour l'art et, à défaut de peindre, il entame la série dite des « Sagalithe », soit des sculptures composées de galets. 
Hormis son goût pour les arts et les voyages, Fernand Morel est un grand amateur d’échecs et possède le titre de maître suisse d’échecs. Il n'a que douze ans lorsqu'un ami lui apprend à jouer. En 1931, Fernand Morel rejoint le club d'échecs de Neuchâtel. Un an plus tard, il participe à son premier tournoi suisse à Berne puis enchaîne les compétitions dans tout le pays. Il sera d'ailleurs plusieurs fois champion du club de Neuchâtel à partir de l'année 1938. Fernand Morel prend également part à des championnats internationaux. De 1942 à 1944, il est chroniqueur d’échecs pour la Feuille d’avis de Neuchâtel,. Il reçoit le prix de vétéran d’échecs en 1984. En 2009, alors qu'il assiste à une partie d'échecs, debout derrière les joueurs, il s’effondre, victime d’une cassure spontanée du col du fémur. Il se voit obligé de quitter sa maison pour entrer au home St-Joseph à Cressier où il meurt au printemps 2012.